# Jiří Dědeček
Jiří Dědeček (* 13. února 1953 Karlovy Vary) je český písničkář, básník, textař, překladatel, spisovatel a autor četných rozhlasových a televizních pořadů.
V letech 1973–1985 tvořil a vystupoval ve dvojici s Janem Burianem.

## Život
Od roku 1964 žije v Praze. Po maturitě roku 1971 a roce studia žurnalistiky přešel na obor knihovnictví a vědecké informace na Filozofické fakultě Univerzity Karlovy, který absolvoval v roce 1976; v letech 1983–1987 vystudoval scenáristiku a dramaturgii na FAMU. Jeho diplomová práce měla název Společenské funkce vědecko-fantastické literatury.
Po roční vojenské službě pracoval v letech 1977–1983 v Pražské informační službě jako tlumočník z francouzštiny, od té doby je ve svobodném povolání. Roku 1984 se oženil s publicistkou a spisovatelkou Terezou Brdečkovou, s níž má dvě dcery: Viktorii a Antonii. V letech 1973 až 1985 vystupoval po celé republice jako člen divadla malých forem Burian a Dědeček. Od roku 2001 externě vyučuje tvůrčí psaní na Literární akademii Josefa Škvoreckého.
Dne 25. dubna 2006 byl zvolen předsedou Českého centra Mezinárodního PEN klubu, druhé funkční mu začalo roku 2009.

## Sportovní kariéra
V 70. letech byl dorosteneckým mistrem ČSSR ve veslování na skifu.

## Politické angažmá
Jedná se o člena Čestné rady ekologického sdružení Děti Země a od roku 2005 členem jeho komise pro udělování anticeny Ropák roku; podporuje též Hnutí DUHA.
V parlamentních volbách 2002 figuroval na 2. místě středočeské kandidátky Balbínovy poetické strany; před volbami rezignoval a veřejně podpořil Stranu zelených, ale zmocněnec BPS ho nevyškrtl z kandidátky „s tím, že je to stejně jedno“; následně tam získal nejvyšší počet preferenčních hlasů.
Jako nestraník byl volebním lídrem Strany zelených v kraji Vysočina ve sněmovních volbách v červnu 2006 (SZ v tomto kraji získala 4,89 % hlasů a žádné křeslo z 10).
Ve volbách do Senátu PČR v roce 2006 Dědeček kandidoval za Stranu zelených v obvodu č. 23 – Praha 8. Mezi dvanácti kandidáty (spolu s obvodem 26 – Praha 2 a 3 nejvyšší počet ve volbách) byl pátý se ziskem 3 496 hlasů (9,49 %). Před druhým kolem spolu s kandidátem SNK ED, jehož těsně předstihl, podpořil kandidátku ODS proti nezávislému Michaelu Hvížďalovi: „Přestože zelení ve 2. kole senátních voleb většinou podporují nezávislé kandidáty proti velkým stranám, rozhodl jsem se v obvodu Praha 8 kráčet opačnou cestou a podpořit RNDr. Palečkovou, protože slušnost byla vždy i mou devizou.“
Když se koncem roku 2006 sestavovala druhá vláda Mirka Topolánka, Dědeček se měl stát ministrem kultury za SZ; na poslední chvíli si však resort vyžádala KDU-ČSL výměnou za školství, které tak narychlo obsadila Dana Kuchtová.

## Dílo

### Diskografie
- Ozvěny malých scén, 1982 – LP sampler
- Jan Burian, Jiří Dědeček, 1984 – EP
- Drobné skladby mistrů, EP sampler, 1988 – píseň Adélka
- Špatná pověst, 1989 – EP, 5 písniček Georgese Brassense v Dědečkově překladu
- Zabili trafikantku, 1990 – LP + MC, živá nahrávka z března 1989
- Už jde rudoch od válu, 1990 – SP
- Vraťte nám nepřítele, 1990 – SP
- Večírek rozpadlých dvojic, 1990 – LP + MC, dvojalbum: Jan Vodňanský + Petr Skoumal, Jan Burian + Jiří Dědeček
- Reprezentant lůzy, 1992 – MC jako příloha ke stejnojmenné knížce poezie
- Reprezentant lůzy, 1995 – CD + MC
- Nebylo by špatné, 1995 – videokazeta se 13 klipy
- Kouzlo noční samoty, 1996 – CD + MC
- Žalozpěv pro lehký holky, 1998 – CD, písně Georgese Brassense
- Romance postmoderní, 2001 – CD
- Kdyby smrtka měla mladý, 2003 – CD
- Musíme vidět dál, 2004 – CD, písně Jacquese Brela
- Řekněte to mýmu psovi, 2006 – CD
- Prší nám do Campari, 2010 – CD s kapelou Úterý
- Kočky z Letný, 2014 – CD
- Nebudu bydlet v Québecu, 2021 - CD[9]

### Překlady
- Georges Brassens: Klejme píseň dokola (Panton, 1988) – písňové texty
- Jean-Claude Carrière: Vyprávět příběh (Národní filmový archiv 1993), spolu s Terezou Brdečkovou
- Bernard Émond: Ulice Darling ve 20.17 (Garamond, 2006)